# Isla Cristina (kommunhuvudort)
Isla Cristina är en kommunhuvudort i Spanien.   Den ligger i provinsen Provincia de Huelva och regionen Andalusien, i den sydvästra delen av landet, 500 km sydväst om huvudstaden Madrid. Isla Cristina ligger 7 meter över havet och antalet invånare är 21 324.
Terrängen runt Isla Cristina är platt. Havet är nära Isla Cristina åt sydost.  Närmaste större samhälle är Lepe, 11,6 km nordost om Isla Cristina. 